# Chrysometa niebla
Chrysometa niebla là một loài nhện trong họ Tetragnathidae.
Loài này thuộc chi Chrysometa. Chrysometa niebla được Herbert W. Levi miêu tả năm 1986.